# Цегляр, Яков Самойлович
Яков Самойлович Цегляр (29 февраля (13 марта) 1912, Киев, Российская империя — 11 февраля 2008, Киев, Украина) — украинский композитор и педагог. Член КПСС с 1942 года. Народный артист Украины (1993).

## Биография
Родился в Киеве, в еврейской семье. Работал на заводе «Ленинская кузница» и в это же время учился на рабочем факультете при Музыкально-драматическом институте им. Н. В. Лысенко.
В 1939 году окончил музыкальное училище в Киеве. Учился в Киевской консерватории по классу теории и композиции у профессора Льва Ревуцкого, после окончания первого курса преподавал в музыкальной студии в местечке Лозоватка в Черкасской области.
В начале Великой Отечественной войны был мобилизован в истребительный батальон, несший охрану различных учреждений, затем переведён в стрелковый полк. Командованием переведён на Кавказ, служил в должности начальника отдела красноармейской художественной самодеятельности Закавказского фронта. Писал песни для действующей армии. Награждён медалями «За оборону Кавказа», «За победу над Германией».
В 1946 году с отличием окончил Тбилисскую государственную консерваторию по классу композиции профессора Андрея Баланчивадзе.

Вернувшись в Киев, занимался творческой деятельностью и руководил хорами, работал на Киевской студии научно-популярных фильмов.
Автор семи оперетт, 13 симфонических произведений, более 200 песен, баллад, музыки к кинофильмам, оратории «Еврейская трагедия», оперы «Праведники». В 1981 году на студии «Укртелефильм» была экранизирована его оперетта «Девушка и море».
Член Союза композиторов Украины, Заслуженный деятель искусств Украинской ССР (1972), Народный артист Украины (27.01.1993), дважды награждён медалями «За трудовое отличие» (30.06.1951 и 24.11.1960).

## Творчество
Цегляр один из популярных украинских композиторов-песенников, среди наиболее известных песен — «Песня о берёзе», «Хме́льная», «Молод я еще, друзья». Автор оперетт — «Желаем счастья» Киевский театр оперетты 1957, «Гость из Вены» там же в 1960, «Девушка и море» там же в 1965, «Весь мир и даже больше» в г. Хмельницкий в 1967 году, «Судьбы счастливый поворот» в 1980 году.